# Kênh Tàu Hủ
Kênh Tàu Hủ là con kênh chảy qua nội đô Thành phố Hồ Chí Minh.

## Vị trí
Kênh này dài khoảng 6 km, từ nơi giao với kênh Bến Nghé, kênh Tẻ, kênh Đôi đến kênh Lò Gốm và kênh Ruột Ngựa. Kênh là ranh giới Quận 5, Quận 6 (phía bắc kênh) và Quận 8 (phía nam kênh), có đại lộ Võ Văn Kiệt chạy dọc theo bờ bắc. Con kênh là một phần của kênh Bến Nghé .

## Lịch sử
Kênh Tàu Hủ là một trong những kênh rạch có lịch sử lâu đời nhất tại Thành phố Hồ Chí Minh, là tuyến đường thủy huyết mạch nối Sài Gòn – Gia Định với miền Tây Nam Bộ xưa. Theo Gia Định thành thông chí, kênh Tàu Hủ xưa có tên là sông An Thông (An Thông hà), tục gọi là sông Sài Gòn nằm về phía tây nam của trấn Phiên An. Năm 1819 (niên hiệu Gia Long thứ 18), nhà vua cho đào đoạn sông mới nối thẳng từ cầu Thị Thông (Bà Thuồng) đến sông Mã Trường (tương ứng với đoạn kênh từ đường Hải Thượng Lãn Ông đến kênh Ruột Ngựa ngày nay). Đến thời Pháp thuộc, kênh Tàu Hủ và kênh Bến Nghé được người Pháp gọi chung là Arroyo Chinois (tức Kinh người Tàu).

## Cầu bắc qua kênh
Các cây cầu bắc qua kênh (theo thứ tự từ hướng trung tâm thành phố) bao gồm: cầu Chữ Y, cầu Nguyễn Tri Phương, cầu Chà Và.

## Hình ảnh

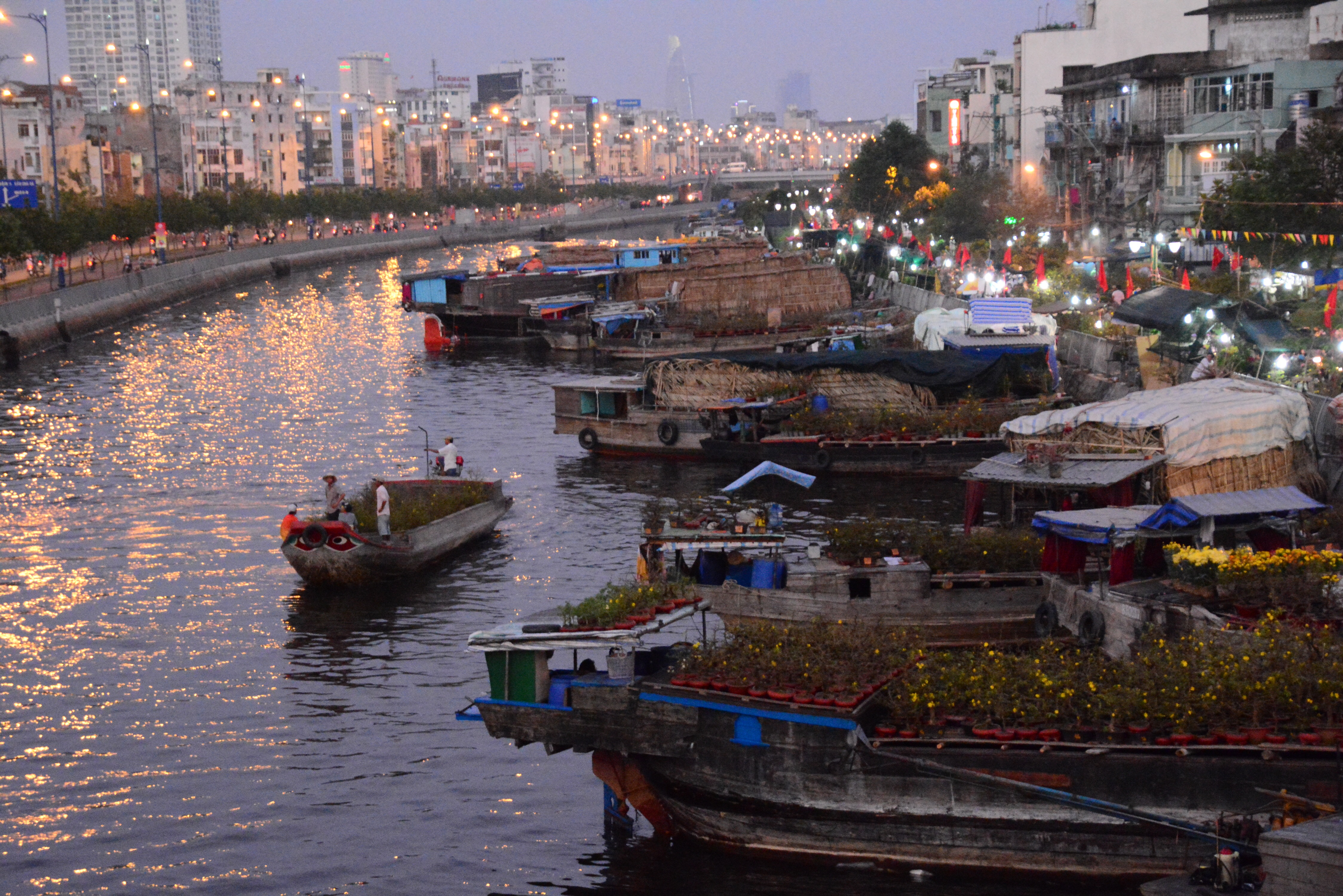
Chợ hoa xuân trên kênh Tàu Hủ
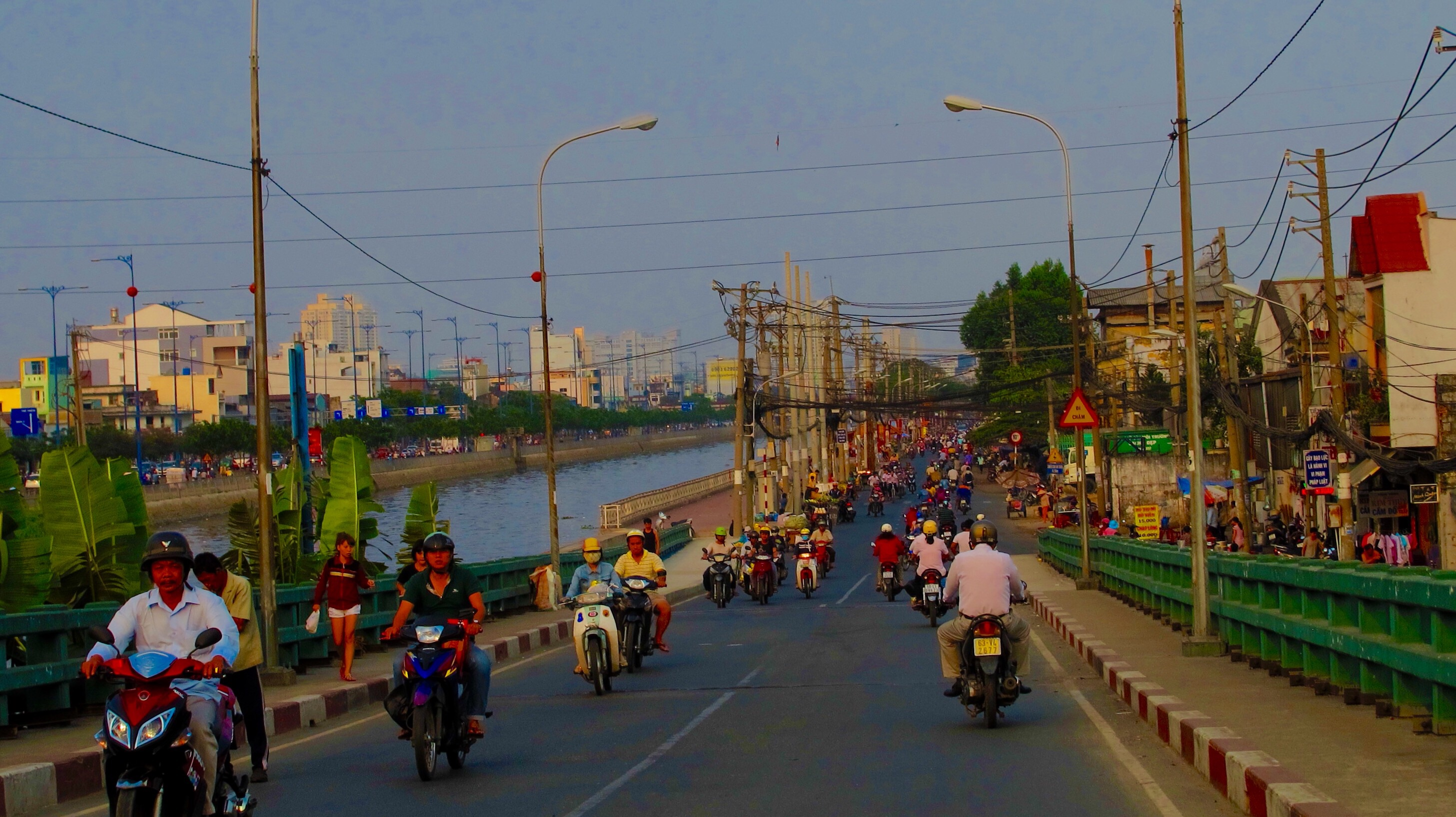
Kênh Tàu Hủ nhìn từ cầu Kênh Ngang số 2